# 우는 남자
《우는 남자》는 2014년에 개봉한 대한민국 영화이다.

## 캐스팅
- 장동건 : 진곤 역
- 김민희 : 최모경 역
- 브라이언 티 : 차오즈 역
- 김희원 : 변 실장 역
- 김준성 : 존 리 역
- 김민재 : 박 팀장 역
- 이영란 : 옥순 역
- 안소니 딜리오 : 후안 역
- 알렉산더 레이스 : 알바로 역
- 강지우 : 유미 역
- 김소진 : 미진 역
- 리치 팅 : 아싱 역
- 변요한 : 송준기 역
- 김효민 : 존 리 수하 역
- 고우림 : 어린 진곤 역
- 박병은 : 하윤국 역
- 민성욱 : 사복형사 역
- 전배수 : 장필중 역
- 주영호 : 폭발물 해체팀장 역
- 김문학 : 애널리스트 역
- 이동휘 : EV 엔지니어 역
- 이재인 : 대반손녀 역
- 장인섭 : 금융범죄 특별수사팀 1 역
- 서현우 : 금융범죄 특별수사팀 2 역
- 박지연 : 벤츄라홀딩스 팀원 1 역
- 강현우 : 벤츄라홀딩스 팀원 3 역
- 이규형 : 벤츄라홀딩스 팀원 5 역
- 강한나 : 유치원 여선생 역
- 최제헌 : 변실장 수하 2 역
- 지건우 : 변실장 수하 3 역
- 남연우 : 변실장 수하 7 역